# How To Rob
How To Rob is de eerste single, die werd uitgebracht door 50 Cent. In dit nummer rapt hij op een komische manier over hoe bekende rappers beroofd kunnen worden. Een aantal rappers die genoemd werden zijn Lil Kim, P. Diddy, Jay-Z, Joe, Busta Rhymes, Bobby Brown, Keith Sweat, Will Smith en Jermaine Dupri. 

## Achtergrond
De single How To Rob was waarschijnlijk een eerbetoon aan gangster Kelvin Martin, die in de jaren 80 bekendstond als 50 Cent. Hij beroofde vaak beroemdheden, zoals LL Cool J en  Rakim. De rapper 50 Cent heeft de bijnaam overgenomen en wilde laten zien dat hij nog meer op Kelvin Martin leek. 
Even na het uitbrengen van de single zei 50 Cent dat het een grap was en dat het niet bedoeld was om andere rappers te beledigen. Toch waren een aantal collega's boos, omdat ze genoemd werden en zij gaven er antwoord op, op hun eigen muziek. Wu Tang Clan gaf antwoord op een album van Ghostface Killah, genaamd Supreme Clientele. Raekwon, die ook genoemd werd, reageerde met het nummer "Who The Fuck Is 50 Cent" en Jay-Z reageerde als volgt in het nummer It's Hot (Some Like It Hot):
"Go against Jigga yo' ass is dense
I'm about a dollar, what the fuck is 50 Cents?"
Ook Sticky Fingaz en Big Pun reageerden op How To Rob. Big Pun deed dat met de volgende tekst:
"And to the 50 Cent Rapper, very funny -- get our nut off, 'cuz in real life, we all know I'd blow your mutherfucking head off...If I'm gonna write a song, it'll be about how I had to beat your muthafuckin' ass. And that'll be the name of the mutherfucker: 'That's Why I Had To Beat Your Mutherfucking Ass."